# 韋韋爾斯塔
韋韋爾斯塔（挪威語：Vevelstad）是挪威諾爾蘭郡的一個市镇，行政中心为福尔维卡村。市镇面积为539.06平方公里，2023年人口数量为454人。